# Figlie di Ægir e Rán

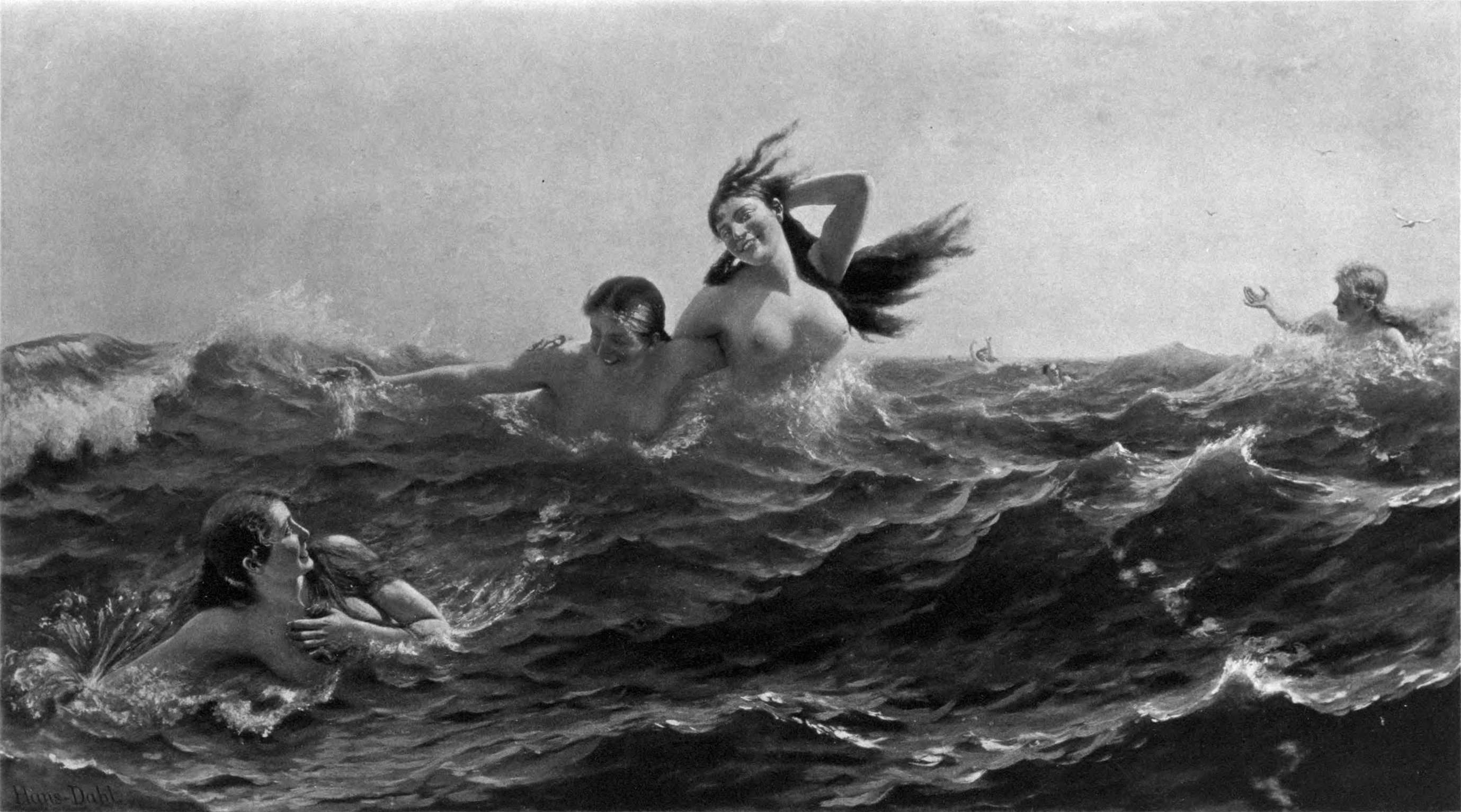
Le figlie di Aegir e Rán in un dipinto di Hans Dahl

Nella mitologia norrena, la dea Rán e lo jötunn Ægir, entrambi personificazioni del mare, ebbero nove figlie che personificavano le onde. I loro nomi, Bára, Blóðughadda, Bylgja, Dúfa, Hefring, Himinglæva, Hrönn, Kólga, e Unnr, corrispondono a termini poetici per indicare le onde. 
Le nove sorelle sono citate nell'Edda poetica, composta nel XIII secolo sulla base di fonti più antiche; nell'Edda in prosa, scritta nel XIII secolo da Snorri Sturluson; e nelle poesie degli scaldi. 
Secondo alcune interpretazioni, le figlie sarebbero da identificare con le nove madri del dio Heimdallr.